# Cynoglossus microlepis
Cynoglossus microlepis är en fiskart som först beskrevs av Bleeker, 1851.  Cynoglossus microlepis ingår i släktet Cynoglossus och familjen Cynoglossidae. IUCN kategoriserar arten globalt som livskraftig. Inga underarter finns listade i Catalogue of Life.